# Bataille de Hondschoote
Première Coalition
Batailles
La bataille de Hondschoote (ou bataille d'Hondschoote) oppose les troupes de la République française à celles de la Première Coalition le 8 septembre 1793 (22 fructidor de l'an I). Le général Houchard bat le duc d’York et Albany et libère Dunkerque. Cette victoire est capitale pour la France de 1793, elle intervient après plusieurs défaites et aura un retentissement psychologique positif considérable d'autant plus qu'elle sera suivie peu de temps après par une nouvelle victoire française lors de la bataille de Wattignies. 

## Contexte
Au mois d'août 1793, le prince de Cobourg occupe Condé, Valenciennes, Le Cateau. À Dunkerque, le général Souham, secondé par Hoche résiste vaillamment au siège mené par les troupes britanniques de Frederick d'York. Hondschoote est occupée par les troupes de Hanovre commandées par le maréchal Wilhelm von Freytag. Carnot ordonne au général Houchard de libérer Dunkerque.
Le 6 septembre, à la tête d'une armée de 40 000 hommes, Houchard marche sur Rexpoëde, Bambecque, Oost-Cappel. Le 8 septembre, après un assaut à la baïonnette des gendarmes à pied de Paris, il prend Hondschoote.
Le duc d’York et Albany lève précipitamment le siège de Dunkerque pour se réfugier à Furnes où il rejoint le reste des troupes de Freytag.
Accueilli en triomphe à Dunkerque, Houchard est cependant accusé de lâcheté pour avoir laissé s'enfuir les armées de la coalition. Destitué de ses fonctions, au profit de Jourdan, par le ministre de la Guerre Bouchotte, le tribunal révolutionnaire le condamne à mort. Il est guillotiné le 16 novembre 1793.

## Un récit de la bataille d'Hondschoote

### Situation des forces en présence à la veille de la bataille
Les troupes françaises sont concentrées autour de Cassel.
L'ennemi a installé son Quartier général à Wylder, où se trouve le Maréchal Freytag. Ce dernier a disposé ses troupes en une sorte de cordon d'observation destiné à protéger les troupes d'York, le cordon s'étend du sud de Bergues à Poperinge : détachements disposés à Crochte pour surveiller le secteur Grand Millebrugghe – Steene, à Esquelbecq, Wormhoudt, Herzeele, Houtkerque, Watou, Poperinghe avec en outre des hommes disposés à l'arrière, à Wahrem, Bambecque, Kruystraete (nl), Rousbrugge, Hondschoote (cf. carte ci-dessous).

### Journée du 6 septembre
L'ordre de marche est donné aux troupes françaises le 6 septembre à 3 heures du matin. Les forces se scindent en différents éléments :
- une brigade, où se trouve le général d'Hédouville, rassemblée à Steenvoorde, est chargée d'enlever Poperinge. Le corps ennemi y étant positionné et craignant d'être coupé de ses arrières, se replie sur Ypres sans combattre. Les troupes françaises progressent rapidement de ce fait, passent de Poperinge à Proven, puis franchissent l'Yser à Rousbrugghe et se retrouvent le soir à Oost-Cappel, où elles bivouaquent.
- la brigade Colaud, rassemblée à Steenvoorde, enlève Watou, Houtkerque puis suit la brigade précédente et la retrouve à Oost-Cappel.
- la brigade Vandamme rassemblée à Godewaersvelde marche sur Westoutre, Reninghelst et vient bivouaquer à Proven.
- la brigade Mengaud rassemblée à Cassel doit attaquer Herzeele. Elle y rencontre une forte résistance ennemie.
- le gros de la division Jourdan rassemblée près d'Hardifort doit prendre Houtkerque. Après son succès, elle est dirigée vers Herzeele pour  soutenir la brigade Mengaud.
- la division Landrin rassemblée à Cassel doit attaquer Wormhoudt. Elle sera ensuite dirigée vers Dunkerque pour contrer éventuellement toute tentative d'York de venir soutenir Freytag. Elle ne sera finalement d'aucune utilité dans le combat pour Hondschoote[2].

Finalement, en ce 6 septembre, les coalisés vont surtout résister à Herzeele, où se déroulent de durs combats. Le colonel Pruschenk, qui commande le détachement d'Herzeele, va même prendre l'offensive pour se diriger vers Winnezeele mais doit faire marche arrière, à la suite de l'arrivée du général Jourdan.  
Les troupes françaises continuant d'avancer, l'ennemi qui a reculé jusqu'à Bambecque devra également quitter cette position pour se replier sur Rexpoëde.
Le soir du 6 septembre, les Français comptent s'installer à Rexpoëde, Jourdan restant à Herzeele.
Le maréchal Freytag, constatant la situation, ordonne un repli généralisé sur Hondschoote. Pour gagner cette ville, ignorant que les Français ont pris Rexpoëde, il compte utiliser le chemin le plus court entre son quartier général de Wylder et Hondschoote et se dirige donc vers Rexpoëde. Le combat est inévitable, les Français vont croire à une contre-attaque de l'ennemi. La confusion règne : l'état-major français et les représentants du peuple auprès de l'armée manquent d'être faits prisonniers, le repli français est décidé sur Bambecque. Le maréchal Freytag, capturé un temps par les Français, mais délivré quelques heures après lors d'un nouvel assaut des coalisés, est blessé et hors d'état de commander.

### Journée du 7 septembre
Peu de choses se passent le 7 septembre, les troupes se ravitaillent en munitions et en vivres. La journée est employée par le général en chef à reconnaître la position des alliés, retranchés d'une manière formidable dans Hondschoote. L'armée républicaine réoccupe les postes abandonnés la veille. La division d'Hédouville regagne Rexpoëde. La brigade Vandamme, qui en relève, va s'avancer vers Hondschoote et réussir à prendre pied à Killem.

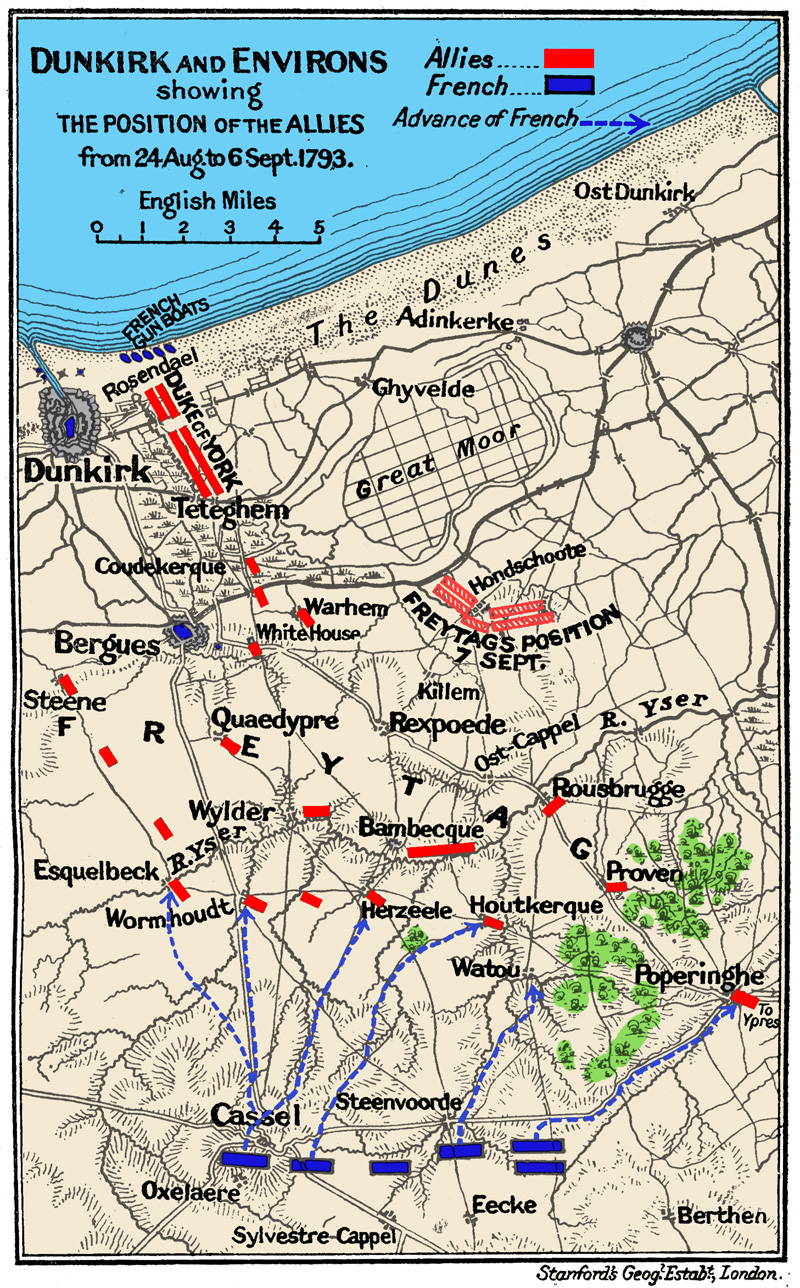
Carte du siège de Dunkerque et de la bataille de Hondschoote.

Houchard commet la faute de détacher la division Landrin pour contenir l'armée de siège de Dunkerque, tandis que le point décisif se trouve à Hondschoote.
Sa précaution est utile. On a dit pour l'excuser qu'il eût été imprudent de livrer la bataille d'Hondschoote sans faire observer les 20 000 Britanniques campés à une lieue derrière lui, sous les ordres du duc d’York et Albany et d'Alvincy. La position de cette armée devant Dunkerque ne semble cependant nullement devoir être crainte pour les arrières de l'armée d'Houchard, à cause de la diversion suffisante que l'on peut toujours attendre de l'artillerie de la place et d'une sortie de la garnison.

### Journée du 8 septembre
Le 8 au matin, l'armée française s'ébranle en vue de l'attaque du village d'Hondschoote. L'aile droite, aux ordres d'Hédouville et Colaud, prend position entre Killem et Beveren, l'aile gauche s'installe entre le canal de Furnes et Killem et le centre de l'armée commandé par Jourdan se met en avant de ce dernier village. Les deux armées se trouvent engagées de front, à l'exception, pour l'armée française, du corps de Leclaire, qui avait été détaché pour se glisser le long du Lang-Moor, sur le flanc droit de l'ennemi. Jourdan, en s'avançant vers Hondschoote, rencontre dans une zone de taillis les tirailleurs hanovriens couvrant la position. Toutes les troupes ennemies se trouvaient concentrées sur une même ligne aux ordres du général allemand Walmoden, ayant pris le relais de Freytag, blessé. 
L'ennemi, confiant en sa position bien défendue par des batteries rasantes, attendait les Français. Le combat s'engage bientôt avec la plus grande vivacité et les deux partis envoient successivement le gros de leurs forces, pour soutenir les corps avancés.
La résistance anime de part et d'autre les combattants. Les fossés, les haies, dont le pays est couvert, sont défendus âprement. Ce n'était pas un combat, dirent les témoins oculaires de cette action, ce n'était plus qu'une boucherie, un massacre au corps à corps. Cependant, le régiment de Brentano et une brigade hessoise, se font « hacher » par les soldats français, le général Conhenhausen ayant en outre été mortellement blessé, et la position tombe finalement au pouvoir des Français. Néanmoins les redoutes qui entouraient le village d'Hondschoote étaient encore occupées par 15 000 Britanniques ou Hanovriens, qui ne cessaient de foudroyer les armées françaises.
La résistance ennemie est si opiniâtre que Houchard, désespérant de la victoire, refuse à Jourdan l'autorisation d'assaillir ces redoutes, avec un corps de 10 000 hommes qu'il pouvait rassembler séance tenante. Ce dernier, constatant le retrait en désordre de ses tirailleurs et anticipant la nécessité de porter un coup décisif, sollicite et obtient du représentant Delbrel la permission, que le général en chef lui refusait. Formant une colonne de trois bataillons qu'il conservait encore auprès de lui, il s'avance vers les batteries.
Son exemple, tout comme celui du conventionnel Pierre Delbrel, voulant partager sa gloire et ses dangers, électrisent gradés comme soldats réunis à cet endroit. Blessé à cinquante pas des redoutes, Jourdan n'en continue pas moins d'avancer au pas de charge. Des soldats chantent avec vigueur le refrain de La Carmagnole, à l'instar d'un vieux grenadier français à la voix tonitruante, Georges, dont le bras venait d'être mutilé. D'autres entonnent à leur tour La Marseillaise.

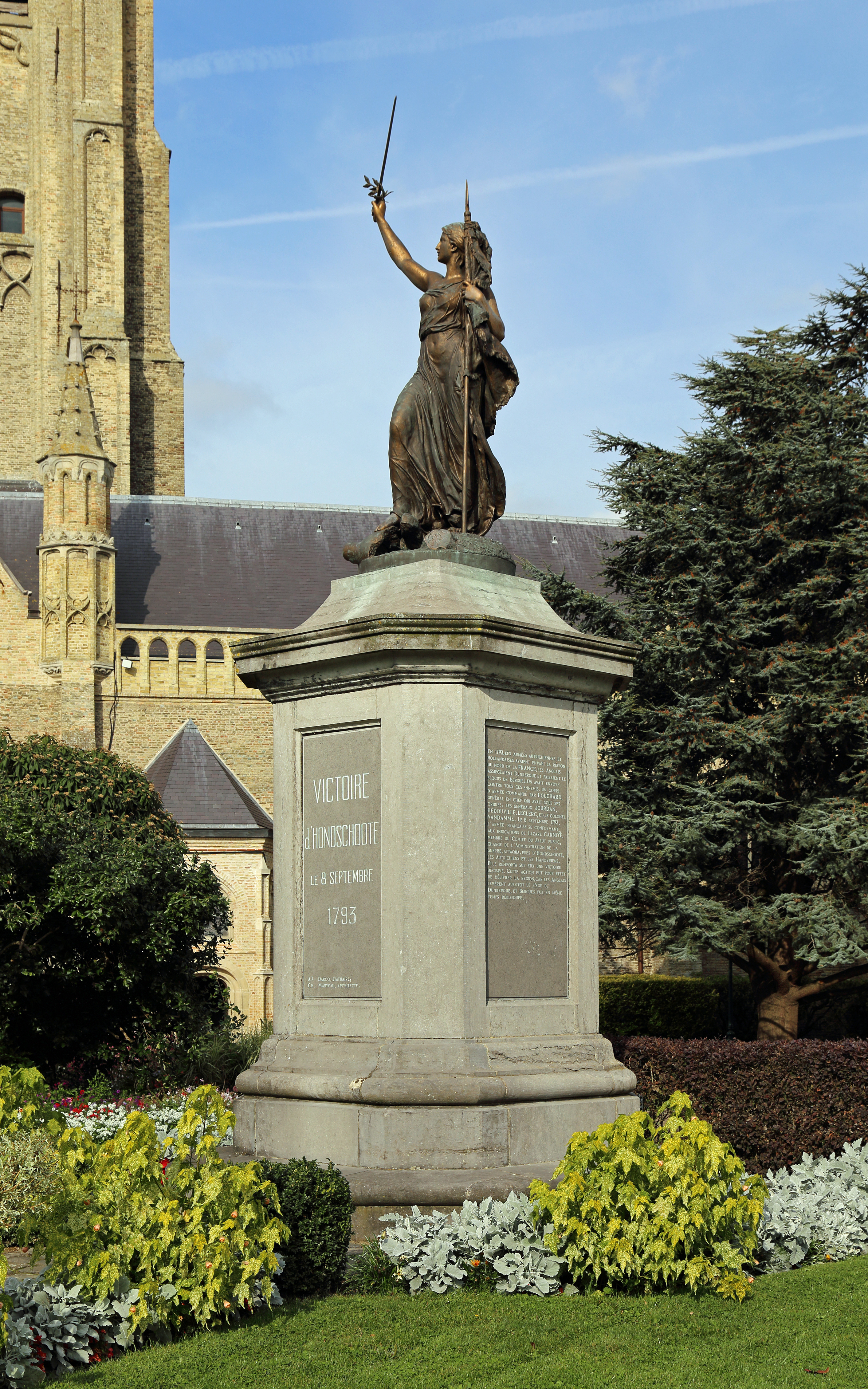
Monument de la victoire d'Hondschoote,
inauguré le 15 juin 1890 sur la place d'Hondschoote.

Finalement, des cris de victoire se font entendre à la droite des retranchements. Le colonel Leclaire, qui commande le corps de gendarmerie à pied, s'étant vu détaché sur la droite, prend les retranchements ennemis à revers, après avoir parcouru avec ses soldats deux lieues au pas de course, en longeant les marais de la Moëre. 
Le corps de gendarmerie à pied de Paris, ayant pu démontrer antérieurement autant de courage que d'indiscipline, était composé des anciennes Gardes-Françaises. Il emporte donc ces redoutes, non sans avoir été repoussé lors d'un premier assaut, ayant alors fait nombre de victimes parmi les Britanniques et Hanovriens attachés à leur défense. Les soldats qui suivaient Jourdan, enhardis par l'exemple de leurs camarades, renversent à la suite, tout ce qu'ils trouvent devant eux. Ils emportent ainsi le village d'Hondschoote, défendu par les Hanovriens de Walmoden, lors d'une attaque menée à la baïonnette. L'armée britannique est enfoncée sur toute la ligne et se retire en désordre vers Furnes, abandonnant aux vainqueurs 6 drapeaux, leurs canons et bagages.
Walmoden, parvenant tout de même à rallier ses troupes à quelque distance du champ de bataille, réintroduit un peu d'ordre dans la retraite qui s'exécute, à droite par Houtem vers Furnes,à gauche par Hoogstade, en longeant le canal de Loo. Walmoden fait ensuite prendre position en potence, la droite appuyée à Bulscamps et la gauche à Steinkerque (aujourd'hui Steenkerque en Belgique), pour couvrir, autant qu'il est possible, la retraite du corps de siège. Lors de ces trois journées, où les pertes furent équivalentes de chaque bord, l'ennemi eut à peu près 4 000 hommes tués, blessés ou prisonniers.
Les troupes britanniques et hanovriennes avaient tout de même démontré sang-froid, courage et ténacité mais furent renversées finalement, du fait qu'elles avaient à combattre des Français bien plus motivés par un récent mais néanmoins fervent républicanisme ainsi que par la perception des dangers menaçant la patrie.

## Séquelles de guerre et autres conséquences
Selon Joseph Louis Étienne Cordier, ingénieur en chef des ponts et chaussées, « les deux tiers de l'arrondissement de Dunkerque, se trouvant au-dessous du niveau de la mer, ainsi que la Hollande, furent inondés en 1793 par mesure de défense. Les sept années suivantes, le sol imprégné de sel fut presque stérile et le peuple devint très malheureux. On lui accorda, par cette raison, le privilège de se régir. Les propriétaires de terres des wateringues ont, depuis cette époque, le droit de se réunir, de nommer des commissaires et de les revêtir d'un grand pouvoir. Ces commissaires, ou administrateurs, choisis parmi les propriétaires les plus éclairés, établissent des impôts, en règlent l'emploi ».
Le général Houchard, accusé d'avoir trahi les intérêts de la république dans les actions importantes de Hondtschoote, sera traduit au tribunal révolutionnaire, pour y être jugé et condamné le 17 novembre 1793.
Le comité de salut public avait nommé Jourdan qui s'était déjà distingué comme général de brigade à cette même affaire de Hondtschoote, pour le remplacer dans le commandement en chef de l'armée du Nord.